# Wybory prezydenckie w Portugalii w 2006 roku

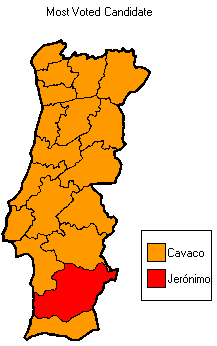
Zwycięzcy w poszczególnych dystryktach

Wybory prezydenckie w Portugalii w 2006 roku odbyły się w niedzielę 22 stycznia 2006. Spośród sześciu kandydatów wyborcy wyłaniali następcę dotychczasowego prezydenta Jorge Sampaio, który sprawował ten urząd przez dwie kolejne kadencje i nie mógł ubiegać się o kolejną. Wybory wygrał w pierwszej rundzie centroprawicowy były premier Portugalii Aníbal Cavaco Silva. Popierany przez Partię Socjaldemokratyczną i CDS-Partię Ludową kandydat otrzymał 50,54% głosów. Frekwencja wyborcza wyniosła 61,53%.

## Kandydaci
Oficjalnie chęć kandydowania w wyborach zgłosiło trzynaście polityków, ale tylko sześciu z nich udało się zgromadzić wymaganą liczbę podpisów. Wszyscy kandydaci oprócz przyszłego zwycięzcy reprezentowali portugalską lewicę. W wyborach tych wystartowali:
- Manuel Alegre – pisarz i polityk Partii Socjalistycznej, kandydujący bez oficjalnego poparcia swojej partii,
- Aníbal Cavaco Silva – premier w latach 1985–1995, popierany przez Partię Socjaldemokratyczną i CDS-Partię Ludową,
- Francisco Louçã – ekonomista i polityk Bloku Lewicy,
- António Garcia Pereira – sekretarz generalny PCTP/MRPP,
- Mário Soares – premier w latach 1976–1978 i 1983–1985, prezydent w latach 1986–1996, popierany przez Partię Socjalistyczną,
- Jerónimo de Sousa – sekretarz generalny Portugalskiej Partii Komunistycznej, popierany również przez Zielonych.

## Wyniki
| Kandydat               | Partie udzielające poparcia | Głosy     | %      |
| ---------------------- | --------------------------- | --------- | ------ |
| Aníbal Cavaco Silva    | PSD, CDS-PP                 | 2 773 431 | 50,54% |
| Manuel Alegre          |                             | 1 138 297 | 20,74% |
| Mário Soares           | PS                          | 785 355   | 14,31% |
| Jerónimo de Sousa      | PCP, PEV                    | 474 083   | 8,64%  |
| Francisco Louçã        | BE                          | 292 198   | 5,32%  |
| António Garcia Pereira | PCTP/MRPP                   | 23 983    | 0,44%  |
| Głosy puste            |                             | 59 636    | 1,07%  |
| Głosy nieważne         |                             | 43 149    | 0,77%  |
| Razem                  | Razem                       | 5 590 132 | 100    |